# 20th Century Boy
〈20th Century Boy〉是英國搖滾樂團暴龍樂團的歌曲，由馬克·波倫所寫，它於1973年作為單曲發行並在英國單曲排行榜上位居第三名。此曲並沒有收錄在樂團任何一張錄音室專輯中，但卻被特別收錄於1973年專輯《Tanx》的再發版中。
波倫逝世14年後，〈20th Century Boy〉被用在1991年由布萊德·彼特主演的Levi's廣告上，讓此曲在當年以第十三名的成績回歸英國前二十大排行榜之列。

## 錄製

### 〈20th Century Boy〉
〈20th Century Boy〉最先是於1972年12月3日在日本東京的東芝錄音室（Toshiba Recording Studios）錄製，該錄製行程從下午三點錄到凌晨一點半。但背景和聲、拍手聲、原聲吉他和薩克斯風的部分是樂團結束巡演回到英國後才錄的。
此曲的單曲版在三分三十九秒處淡出，然而其多軌母帶揭示了它本來是以將近三分鐘的即興演奏作結。這個完整的粗略混音版收錄於馬克·波倫個人的合輯專輯《Bump 'n' Grind》中。
根據波倫本人的解釋，〈20th Century Boy〉的歌詞是引用如穆罕默德·阿里等名人的名言而成的。像歌詞中的「sting like a bee」便是取自阿里1969年的演講內容。
另外因為波倫本人唱法的緣故，歌曲一開始的歌詞「Friends say it's fine, friends say it's good/Everybody says it's just like Robin Hood.」的後一句經常被錯聽成「Everybody says it's just like rock 'n' roll.」。

### 〈Free Angel〉
〈Free Angel〉是從專輯《Tanx》第一個錄製行程中（1972年8月1日至4日）開始錄製的歌曲。此曲最終於1972年12月16日完成混音。

## 曲目
| 曲序 | 曲目             | 时长 |
| ---- | ---------------- | ---- |
| 1.   | 20th Century Boy | 3:39 |
| 2.   | Free Angel       | 2:12 |

## 參與人員
- 馬克·波倫 – 主唱、吉他
- 米奇·芬恩（英语：Mickey Finn (drummer)） – 拍手
- 史提夫·居禮（英语：Steve Currie） – 貝斯
- 比爾·雷傑恩（英语：Bill Legend） – 爵士鼓
- 東尼·維斯岡蒂（英语：Tony Visconti） – 製作人
- 蘇·格洛弗和桑妮·萊斯利（英语：Sue and Sunny） – 背景和聲
- 豪伊·凱西（英语：Howie Casey） – 薩克斯風

## 威豹樂隊版
英國硬式搖滾樂團威豹乐队在他們2006年的專輯《Yeah!》中翻唱了這首歌，並於8月21日作為專輯的第三張也是最後一張單曲發行。在此專輯中他們還翻唱了其他1970年代的搖滾金曲。樂團廣泛使用這首歌作為宣傳用，其中包括兩次電視演出和2006年的巡演曲單。2006年5月23日，威豹樂隊在《傑哥戽斗秀》上演出〈20th Century Boy〉，兩天後他們與皇后樂團的布萊恩·梅在VH1搖滾榮譽典禮上再次演出這首歌。

## 軼事
- 除了威豹樂隊以外，如R.E.M.、蘇西與冥妖（英语：Siouxsie and the Banshees）、交換樂團（英语：The Replacements (band)）、桶頭、灰闌記（英语：Chalk Circle (Canadian band)）、百憂解、楊乃文等樂團/樂手/歌手都曾在現場翻唱過這首歌或錄製自己的翻唱版。[11]日本重金屬樂團X Japan也常在早期演出中成員互換演奏位置來表演〈20th Century Boy〉，[12]他們在1989年現場表演此曲的錄音作為單曲〈紅〉的B面歌曲一同發行。
- 漫畫家浦澤直樹的長篇科幻漫畫系列《20世紀少年》正是取自於這首歌。
- 漫畫家荒木飛呂彥將其漫畫作品《JOJO的奇妙冒險 第七部 飆馬野郎》中的一位反派能力以此曲命名。

## 排行榜
| 榜單（1973年）                     | 最高 排名 |
| ---------------------------------- | --------- |
| 澳洲（肯特音樂報導）               | 57        |
| 愛爾蘭（愛爾蘭唱片音樂協會单曲榜） | 1         |
| 挪威（世道單曲榜）                 | 9         |
| 西班牙（西班牙音樂製作協會）       | 28        |
| 英國（官方榜单公司單曲榜）         | 3         |
| 西德（官方音樂榜單）               | 8         |

| 榜單（1991年-1992年）              | 最高 排名 |
| ---------------------------------- | --------- |
| 丹麥（丹麥唱片業協會）             | 5         |
| 芬蘭（芬兰官方榜单）               | 13        |
| 愛爾蘭（愛爾蘭唱片音樂協會单曲榜） | 8         |
| 新西兰（新西兰唱片音乐协会单曲榜） | 9         |
| 瑞典（瑞典最熱榜）                 | 39        |
| 瑞士（瑞士热门音乐榜）             | 27        |
| 英國（官方榜单公司單曲榜）         | 13        |

| 榜單（1987年）              | 最高 排名 |
| --------------------------- | --------- |
| 加拿大（文化內容）          | 9         |
| 加拿大（《RPM》热门单曲榜） | 44        |